# Шикат, Дик
Ричард И. «Дик» Шикат (англ. Richard I. «Dick» Shikat; 11 января 1897, Тильзит, Восточная Пруссия — 3 декабря 1968, США) — немецкий профессиональный рестлер, двукратный чемпион мира в супертяжелом весе. Один из самых значимых рестлеров первой половины XX века.

## Биография
Ричард И. «Дик» Шикат родился 11 января 1897 года в Тильзите, Восточная Пруссия.
Шикат начал заниматься борьбой в возрасте пятнадцати лет, во время Первой мировой войны он служил в германском военно-морском флоте, где продолжал соревноваться в качестве борца в греко-римском стиле.
В это же время Шикат подружился с другим борцом — Йоханнесом Штайнке. После войны они вдвоём гастролировали по Германии и Европе, конкурируя друг с другом за звание сильнейшего борца Старого света.
9 октября 1923 года Шикат и Штайнке прибыли в Соединенные Штаты из Дрездена, где были хорошо приняты американскими промоутерами, понимающими, что зрители хотят видеть колоритных международных спортсменов.
В новой стране дороги друзей разошлись — Штайнке обосновался в Чикаго, а Шикат — на западном побережье, где уже в 1924 году добился громкого успеха, победив в Сан-Франциско как Уильяма Деметраля, так и поляка Станислава Збышко, после чего подписал годовой контракт с Руди Миллером, выдающимся немецким менеджером.
В 1925 году Шикат на короткое время вернулся на родину и женился на Эрике Дайн. В том же году он снова отплыл в США, на этот раз в сопровождении своей молодой невесты и брата Джо, который был борцом среднего веса.
Люси Джин Прайс писала в статье от 6 февраля 1925 года, что человек по имени «Ричард Шикат» прибыл в Нью-Йорк, сообщив иммиграционным чиновникам, что он художник. После дополнительного допроса выяснилось, что он был борцом. Шикат сказал им: «но я совершенно прав, называя себя художником, потому что я выполняю свою работу в художественной манере».
Дик и Эрика поселились в Филадельфии, где борцовское искусство развивалось очень активно, помимо Штайнке и Шиката, регулярными участниками бойцовских поединков являлись Джим Лондос и Кола Квариани. Здесь же на Муниципальном стадионе был проведен матч между Шикатом и Джимом Лондосом для определения нового чемпиона мира в супертяжелом весе в Пенсильвании и в штате Нью-Йорк. На глазах у 30 тысяч зрителей 23 августа 1929 года Дик выиграл титул чемпиона мира в супертяжелом весе, победив действующего чемпиона Джима Лондоса и получив роскошный чемпионский пояс с 19 бриллиантами стоимостью 5000 долларов (который он безвозвратно забыл в такси через пару дней).
После этой победы Шикат победил Руди Душека 18 февраля 1930 года в Майами, штат Флорида, и Джино Гарибальди в матче в Спрингфилде, штат Массачусетс, 29 апреля того же года. Однако, чемпионский титул Шикат потерял, уступив обратно в матче-реванше Джиму Лондосу.
Среди известных борцов, с которыми Шикат успешно боролся на ринге на протяжении всей своей дальнейшей карьеры в Америке, есть Станислаус Збышко, Уильям Деметрал, Джо «Тутс» Мондт, Эд «Душитель» Льюис, Эверетт Маршалл, Джордж Захариас.
2 марта 1936 года Дика Шиката ждал ещё один крупный триумф, когда он в матче на Мэдисон-Сквер-Гарден победил ирландца Дэнни О’Махони в борьбе за титул объединённого чемпиона мира
Однако это был последний громкий успех Шиката, несмотря на то, что он продолжал бороться до 1950-х годов.
Умер Шикат в 1968 году.
Шикат был легендарным рестлером с точки зрения развития профессионального реслинга и по праву остается в истории среди самых выдающихся его представителей.